# كلاس دي غروت
كلاس دي غروت (بالهولندية: Klaas de Groot)‏ هو أستاذ جامعي ومهندس هولندي، ولد في 3 نوفمبر 1940.